# Anavema Reddy
Anavema Reddy (rei 1364-1386) fou el germà petit i successor d'Anavota Reddy, ja que el fill d'aquest era molt petit a la mort del pare.
Anavema Reddy fou un gran governant de la línia Reddy de Kondavidu. Va derrotar els tradicionals rivals, els Recherles Velames en una dura batalla i va conquerir part del seu territori. Va reconquerir Srisailam que havia perdut enfront de Vijayanagar. Va ocupar els regnes de Panara i Kona al delta del Godavari. Va arrabassar Rajahmundry als musulmans i va arrasar un santuari (mazar) musulmà que s'havia construït al damunt d'un temple hindú. Va assaltar el fort de Korukonda de nit amb una petita força i el va alliberar de musulmans. L'exèrcit Reddy va arribar al nord fins a Simhachalam que va conquerir junt amb parts del regne de Kalinga. Va dirigir reeixides campanyes manades pel seu germà bramin general Chennama Nayaka contra els caps locals com els Manchikonda, Koppula, Txalukia i les famílies Matsya. El cunyat d'Anavema, Choda Bhima, va ser expulsat del regne Txalukia Oriental o Vengi pel seu germà Choda Annadeva. Anavema va capturar la fortalesa de Divi. Llavors va marxar a Nirvadyapura (Nidadavolu), va derrotar a Choda Annadeva i va instal·lar a Choda Bhima a Nirvadyapura.
Va construir el Vira Siromandapam al temple de Srisailam. Les seves inscripcions a Srisailam diuen que la seva família pertanyia al gotra (clan) de ‘Vellacheri’. Va estendre el seu domini cap a Rajahmundry al nord, a Kanchi cap al sud i a Srisailam cap a l'oest. El va succeir el seu fill Kumaragiri Reddy.